# Вайтсвілл (Західна Вірджинія)
Вайтсвілл (англ. Whitesville) — місто (англ. town) в США, в окрузі Бун штату Західна Вірджинія. Населення — 361 особа (2020).

## Географія
Вайтсвілл розташований за координатами 37°58′46″ пн. ш. 81°32′5″ зх. д. / 37.97944° пн. ш. 81.53472° зх. д. (37.979575, -81.534642).  За даними Бюро перепису населення США в 2010 році місто мало площу 0,86 км², з яких 0,80 км² — суходіл та 0,06 км² — водойми.

## Демографія
Згідно з переписом 2010 року, у місті мешкало 514 осіб у 247 домогосподарствах у складі 125 родин. Густота населення становила 599 осіб/км².  Було 304 помешкання (354/км²).
Расовий склад населення:
| - 98,1 % — білих - 0,2 % — чорних або афроамериканців |

До двох чи більше рас належало 1,8 %. Частка іспаномовних становила 0,0 % від усіх жителів.
За віковим діапазоном населення розподілялося таким чином: 20,4 % — особи молодші 18 років, 61,1 % — особи у віці 18—64 років, 18,5 % — особи у віці 65 років та старші. Медіана віку мешканця становила 42,5 року. На 100 осіб жіночої статі у місті припадало 91,1 чоловіків;  на 100 жінок у віці від 18 років та старших — 89,4 чоловіків також старших 18 років.
Середній дохід на одне домашнє господарство  становив 44 691 долар США (медіана — 24 375), а середній дохід на одну сім'ю — 62 454 долари (медіана — 53 125). За межею бідності перебувало 30,8 % осіб, у тому числі 50,0 % дітей у віці до 18 років та 9,4 % осіб у віці 65 років та старших.
Цивільне працевлаштоване населення становило 141 осіб. Основні галузі зайнятості: сільське господарство, лісництво, риболовля — 52,5 %, публічна адміністрація — 14,2 %, роздрібна торгівля — 11,3 %, освіта, охорона здоров'я та соціальна допомога — 11,3 %.